# Bilinguismo (surdos)
O Bilinguismo, no caso dos Surdos, é uma especificidade do bilinguismo, gerido por conceitos específicos, relativos à deficiência auditiva, à língua e à cultura dos Surdos. Pode ser definido como o uso, cotidianamente, da Língua de Sinais e de uma segunda língua, não sendo obrigatório o domínio igualitário de todas as modalidades e habilidades dessas línguas para que o indivíduo seja considerado bilíngue. 

## O conceito
Em finais da década de 1970, com base em conceitos sociológicos, filosóficos e políticos surgiu a "Proposta Bilíngue de Educação do Surdo".  Essa proposta reconhece e baseia-se no facto de que o Surdo vive numa condição bilíngue e bicultural, isto é, convive no dia a dia com duas línguas e duas culturas:
1. a língua gestual e cultura da comunidade surda do seu país;
2. a língua oral e cultura ouvinte de seu país.

Numa abordagem educacional, o bilinguismo baseia-se no reconhecimento do facto de que as crianças surdas são interlocutoras naturais de uma língua adaptada à sua capacidade de expressão. Assim sendo, a comunidade surda propõe que a língua gestual oficial do seu país de origem lhes seja ensinada, desde a infância, como primeira língua. Reconhece ainda o facto de que a língua oral oficial do seu país não deve ser por ela ignorada, pelo que lhe deve ser ensinada, como segunda língua. Os bilinguístas defendem que a língua gestual deve ser adquirida, preferencialmente, pelo convívio com outros Surdos mais velhos, que dominem a língua gestual.
Uma vez que cerca de 90% dos Surdos têm família ouvinte, para que a aquisição da língua gestual tenha sucesso, seria necessário que a família aprenda a língua gestual para que a criança possa usá-la ao comunicar-se, em casa. A língua oral, que geralmente é a língua da família da criança, seria a segunda língua desta criança.
No entanto, os defensores dessa abordagem não estão de acordo, quanto a se deve ser ensinada ao Surdo a modalidade oral ou escrita dessa segunda língua, ou se ambas. Divergem ainda quanto ao momento em que deve ser ministrado o ensino, se em simultâneo com a língua gestual – "Modelo Simultâneo" – ou se após a aquisição dessa língua – "Modelo Sucessivo",  e se a segunda língua deverá ser introduzida apenas usando a língua dominante.
Para os bilinguístas, os Surdos não precisam almejar ser iguais aos ouvintes, podendo aceitar e assumir a surdez.  O conceito principal que a filosofia bilíngue traz é de que os Surdos formam uma comunidade, com cultura e língua próprias. Os bilinguístas preocupam-se em entender o indivíduo Surdo, as suas particularidades, a sua língua (língua gestual), a sua cultura e a sua forma particular de pensar, em vez de apenas os aspectos biológicos ligados à surdez.
A Suécia foi o primeiro país a iniciar o caminho para a implantação do bilinguismo.  Como proposta educacional, o bilinguismo ganhou força nos inícios dos anos 1960, nos Estados Unidos da América  e foi implementado, em 1979, em Paris, quando Danielle Bouvet iniciou a sua primeira turma bilíngue, em que a Língua Gestual Francesa foi ensinada como língua materna dos Surdos e a Língua Francesa como segunda língua.
Baker e Daigle, entre os tipos de ensino bilíngue/bicultural, retêm o ensino bilíngue transitoire e o ensino bilíngue guidé. O primeiro é realizado com o objetivo de lançar os alunos através da língua maioritária e dominante. O segundo reforça os conhecimentos da língua minoritária, desenvolve a identidade cultural dos alunos e ajuda a afirmar os seus valores culturais, utilizando a língua maioritária. Para os Surdos, a aproximação deve ser ao modelo guidé, visto que é essencial reforçar os conhecimentos da língua gestual, o sentimento de identidade surda que, na maioria dos casos, são oriundos de famílias ouvintes.

## Bilinguismo e cultura surda
O movimento multicultural abrangeu minorias dos mais variados tipos, que reclamavam o direito de uma cultura própria. Essas minorias englobavam minorias étnicas e estenderam-se às minorias com necessidades especiais, que se negavam a ser consideradas como cidadãos de segunda classe. Foi neste ambiente que os Surdos encontraram um caminho para que sua língua fosse "ouvida".
No século XIX os Surdos reivindicaram os seus direitos e a sua língua já foi reconhecida. Entre esses direitos estava a utilização da sua língua na educação dos Surdos, que eles fossem reconhecidos não como deficientes, mas como diferentes e que sua cultura fosse respeitada. Assim, dentro da comunidade ouvinte, eles construíram uma comunidade própria, com a sua língua, a sua cultura e tentaram estabelecer-se como grupo minoritário que pudesse ser aceite numa visão multicultural.
Os Surdos têm experiências diferentes da cultura ouvinte, a partir da perda auditiva, da sua língua e tudo o que implica o uso de uma língua com características tão diferentes no seu comportamento do dia-a-dia. Eles têm uma história de Surdos que se destacaram em aspectos da vida pública, da sua educação, do desenvolvimento das suas comunidades e têm regras de comportamento, costumes e tradições.
De acordo com a complexidade humana, com os fatores sociais pertencentes à sociedade como um todo e com os fatores educacionais e familiares, no entanto, o Surdo pode ter uma identidade cultural (e Orgulho Surdo) ou não, de acordo com o seu próprio critério de se admitir pertencente ao mundo ouvinte e/ou ao mundo Surdo, ou pode ainda circular por ambos.
O movimento de reconhecimento da cultura, comunidade e identidade dos Surdos, além de afirmar a sua autenticidade, conseguiu mobilizar alguns responsáveis pela educação dos Surdos para a reformulação da situação da educação do Surdo. Essa nova proposta de trabalho recebeu o nome de Bilinguismo.
A língua gestual não pode constituir-se apenas numa ferramenta para aceder a outra língua, ou funcionar como um prémio de consolação para os Surdos; enquanto língua, tem um estatuto e um lugar privilegiado na definição de uma identidade e na expressão de uma cultura.

## Bilinguismo desde a infância?
Para a maioria das crianças, a língua oficial do país onde vivem é, simultaneamente, língua materna e língua de escolarização – não o é, no entanto, para os Surdos. Para essa população, a língua de aquisição espontânea e natural terá de ser uma língua gestual. Há que lembrar, contudo, que a língua de escolarização, em que se aprende a ler, e se estuda, é uma língua oral (no nosso caso, a Língua Portuguesa), o que faz com que a escola precise de ensinar estas crianças a ler e a escrever, isto é, a conhecer o Português escrito. O uso de uma língua gestual e de uma língua oral torna imperioso que na educação da criança se tenha sempre presente o desenvolvimento de competências que lhe permitam funcionar, eficaz, cómoda e adequadamente nas duas línguas e nas duas comunidades.
A linguagem escrita é uma modalidade linguística de cariz secundário, no entanto, a impossibilidade de ler e escrever numa língua (sem o conhecimento da estrutura gramatical e do vocabulário da língua) é um problema real ao ensino das crianças surdas. Ao contrário do que acontece com as crianças ouvintes, a aprendizagem da leitura e da escrita, por parte dos Surdos, não pode partir da mobilização do conhecimento da língua oral; antes, é através da aprendizagem do vocabulário escrito e pelo ensino explícito da estrutura gramatical da língua oral que a criança surda, quando desconhecedora da língua oral, tem acesso ao conhecimento dessa língua, e assim extrai significado do material escrito – estamos assim diante da aprendizagem de uma segunda língua e não de um uso secundário de uma língua oral.
O grande objetivo do ensino da linguagem escrita é tornar o aluno autónomo na procura e uso de informação, que lhe permita a integração dessa informação na sua vida escolar e social.
É ainda imprescindível a aquisição da língua gestual nos primeiros anos de vida da criança, sob pena das seguintes consequências:
1. o Surdo perderá a oportunidade de usar a linguagem;
2. não irá recorrer ao planeamento para a solução de problemas;
3. não adquirirá independência da situação visual concreta;
4. não controlará seu próprio comportamento e o ambiente;
5. não terá vida social adequada.[5]

## Legislação portuguesa
Com respeito ao ensino bilíngue, a lei portuguesa diz o seguinte, no decreto-lei 3/2008, de 7 de Janeiro, artigo 4º:
1. As escolas devem incluir nos seus projetos educativos as adequações relativas ao processo de ensino e aprendizagem, de carácter organizativo, e de funcionamento, necessárias para responder adequadamente às necessidades educativas especiais de carácter permanente das crianças e jovens, com vista a assegurar a sua maior participação nas atividades de cada grupo ou turma e da comunidade escolar em geral.
2. Para garantir as adequações de carácter organizativo e de funcionamento referidas no número anterior, são criadas, por despacho ministerial:

- Escolas de referência para a educação bilíngue de alunos Surdos;

O mesmo decreto lei, capítulo V, artigo 23º, contém orientações para docentes, no âmbito da formação/educação de Surdos, no pré-escolar, primeiro ciclo, ensino básico e secundário. Informa sobre como os grupos de docentes devem ser formados e como assegurar uma educação bilíngue aos Surdos, com o objetivo:
- Assegurar o desenvolvimento da LGP como primeira língua dos alunos Surdos;
- Assegurar o desenvolvimento da LP escrita como segunda língua dos alunos Surdos;

Artigo 23º
Educação Bilíngue de alunos Surdos
1. A Educação das crianças e jovens Surdos deve ser feita em ambientes bilíngues, que possibilitem o domínio da LGP, o domínio do português escrito e, eventualmente, falado, competindo à escola contribuir para o crescimento linguístico dos alunos Surdos, para a adequação do processo de acesso ao currículo e para a inclusão escolar e social.

### Bilinguismo no programa curricular de LGP
O programa curricular de LGP, do Ministério da Educação português, visa orientar a criação de condições que permitam um desenvolvimento da LGP nos alunos Surdos, equivalente aos alunos ouvintes na Língua Portuguesa, colocando, para esse efeito, como objetivo garantir o acesso à informação, à representação do mundo e do conhecimento e o meio mais eficaz de processar as aprendizagens, que é através da língua natural dos alunos. A fim de que estes objetivos sejam alcançados, o programa reconhece a importância de que seja facilitado o acesso a todo o currículo através da LGP, o que implica que existam professores Surdos, nas várias disciplinas e professores ouvintes que plenos conhecimentos da LGP.
O Ministério da Educação, em Portugal, reconhece também, através do Programa Curricular, que é fundamental que a Língua Portuguesa, na sua forma escrita, seja sempre encarada como segunda língua, seguindo o seu próprio currículo, e não como uma vulgar língua estrangeira; deve ser considerada como segunda língua, especificamente para Surdos.
Reconhece ainda que a educação bilíngue deve ser encarada não como uma necessidade para os Surdos, mas sim como um direito, tendo sempre como base a premissa de que as línguas gestuais são património da humanidade e que expressam a cultura da comunidade surda.
Assim sendo, notamos que, embora tanto a legislação como o programa curricular deem a devida atenção ao direito bilíngue dos Surdos, no entanto, na grande maioria dos casos, a lei não é totalmente aplicada, pois ainda se carece de meios para o fazer. Na grande maioria das escolas, por exemplo, existem apenas intérpretes, não existindo, contudo, docentes, das diversas disciplinas, versados em LGP.

## Sobre o bilinguismo e os Surdos
O Dr. Leland Emerson McCleary, pesquisador no âmbito da comunidade surda, no Brasil, quanto ao sistema de educação bilíngue, na maioria dos países, acredita que o campo da educação bilíngue sempre foi um campo de batalha ideológica. Por um lado, existem pessoas que apenas aceitam a educação bilíngue como um "mal necessário" – e fazem de "bilíngue" um termo quase pejorativo. Por outro lado existem pessoas que veem a educação bilíngue como uma ferramenta para cultivar pluralismo, o respeito às diferenças, a autoestima de grupos minoritários e o conhecimento cultural e linguístico essenciais para uma sociedade globalizada.
Na grande maioria dos países, o bilinguismo daqueles que não são proficientes na língua nacional, mas que falam outra língua como materna, é desprezado.
Assim sendo, apesar do bilinguismo dos ouvintes ser considerado elegante, o bilinguismo dos Surdos não o é, visto que o Surdo não domina a língua nacional como nativo da língua.

## Vantagens do bilinguismo
A criança surda que adquire a Língua de Sinais e a Língua Portuguesa possui como vantagens: 
- Exposição precoce e natural a uma língua visual, que torna possível o desenvolvimento global da criança surda e promove acesso a estruturas linguísticas abstratas e que podem servir de auxílio para a aprendizagem subsequente de outras línguas;
- Favorece o desenvolvimento cognitivo e a ampliação do vocabulário;
- Possibilidade de se comunicar com ouvintes, que não dominam a Língua de Sinais, e com os surdos;
- No geral, a aquisição da Língua de Sinais vai permitir que a criança surda esteja mais próxima da sua comunidade, criando uma forma de pensar e ver o mundo, e a Língua Portuguesa, possibilitará o fortalecimento das estruturas linguísticas. [11][12]

## Desvantagens do bilinguismo
Há quem defenda que há certas desvantagens de ser bilíngue. Algumas desvantagens são:
- A complexidade de aprender duas línguas que, neste caso, uma é espaço-visual e a outra oral-auditiva;
- Acesso desigual às línguas;
- Possibilidade de misturar as diversas línguas, acidentalmente;
- Sentimento de ir perdendo uma das línguas (por norma, a minoritária);
- Ver-se "obrigado" a servir de intérprete em diversas situações.

O bilíngue escolhe a língua do interlocutor e desativa, da melhor maneira que consegue, a(s) outra(s) língua(s); no entanto esta desativação não é total: há interferências. As interferências podem ocorrer a diversos níveis:
- Fonológico;
- Sintático;
- Morfológico;
- Semântico;
- Pragmático.

## Bilinguismo com abordagem fonoaudiológica
A Fonoaudiologia, profissão regulamentada em 1981, sob a Lei nº 6.965, atua em pesquisa, prevenção, avaliação e terapia fonoaudiológica nas áreas da comunicação oral e escrita, voz e audição. Desse modo, o fonoaudiólogo é o profissional responsável para tratar do indivíduo com surdez, podendo trabalhar com intervenções voltadas para a audição e fala.  A Audiologia Educacional é o ramo da Fonoaudiologia que trabalha a relação da audição e linguagem, possuindo diferentes abordagens terapêuticas, dentre elas, o bilinguismo. 
Em 2019, a Sociedade Brasileira de Fonoaudiologia (SBFa), aprovou o Comitê de Língua de Sinais (LS) e Bilinguismo para Surdos alocado dentro do Departamento de Linguagem, para cumprir com o objetivo de integrar a área da linguagem às Línguas de Sinais. Três são as dimensões da Língua de Sinais na Fonoaudiologia: 
- Aquisição típica da LS, como primeira língua (L1);
- Bilinguismo educacional para aprendizes surdos, auxiliando no letramento da primeira e segunda língua (L2) e no contato da criança surda com a Língua Portuguesa como L2, mediada pela LS;
- Atipias em LS, consideradas como qualquer manifestação de desordem da comunicação expressa nas Línguas de Sinais. [15]

Para a criança surda, a aquisição da LS é mais natural, visto que a língua possui modalidade visuoespacial, não havendo impedimentos na aprendizagem se comparada a uma língua oral-auditiva, já que sua percepção auditiva está afetada. O fonoaudiólogo, então, conhecendo o desenvolvimento da linguagem e os métodos para tornar a língua oral mais acessível ao surdo, pode trazer maior eficiência aos padrões comunicativos desse indivíduo. 
Na aprendizagem de uma língua, a estimulação é muito importante, visto que uma criança ouvinte, durante esse processo, tem acesso a várias informações auditivas, recebendo estimulação da família, em sociedade e na experiência com os sons ambientes. No caso da criança surda, que, provavelmente, não terá o acesso em casa à Língua de Sinais, sendo seus pais ouvintes, suas capacidades linguísticas não serão desenvolvidas pela falta de estímulos. 
As crianças surdas podem ser subdivididas em dois grupos: o de filhos surdos de pais ouvintes e o de filhos surdos de pais surdos. Essa subdivisão será necessária para avaliação e desenvolvimento do processo terapêutico fonoaudiológico, por influência da aquisição da linguagem desses dois grupos, que não ocorrerá do mesmo modo, dado que, no primeiro, as crianças devem receber acompanhamento de linguagem precoce, para que não afete o processo de aprendizagem, no qual, para aquelas com pais que também são surdos, ao serem expostas a um ambiente comunicativo ideal as suas modalidades sensoriais preservadas, o desenvolvimento da linguagem será adequado.
Diante disso, a proposta da abordagem bilíngue é de que o surdo tenha, o mais cedo possível, acesso aos conhecimentos sociais e culturais da língua de domínio e também desenvolva a segunda língua, de modo que ele obtenha recursos suficientes para a aquisição dessas línguas, estando em uma escola com estrutura e metodologia adequadas para o receber, além do acompanhamento com o fonoaudiólogo que irá criar situações para o auxílio da fluência das línguas. 

## Leituras adicionais
- SAUNDERS, George. Bilingual children: From birth to teens. England: Multilingual Matters, 1988.
- KOZLOWSKY, L. (1995). O modelo bilingue/bicultural da educação do Surdo. Distúrbios da Comunicação. São Paulo.
- COELHO, Orquídea. Perscrutar e Escutar a Surdez. Portugal
- GOLDFIELD, A Criança Surda – Contributos para a sua educação. Portugal
- BOUVET, D. La Parole de l’enfant. Paris: Le Fil Rouge, Puf., 1989.
- McCLEARY, Leland Emersons. Bilinguísmo para Surdos: Brega ou chique?
- Programa Curricular de Língua Gestual Portuguesa – Educação Pré-Escolar e Ensino Básico. Ministério da Educação; DGIDC
- Decreto-lei 3/2008, de 7 de Janeiro, artigo 4º e 23º e alteração ao decreto-lei, em 4 de Março de 2008.